# Гростребен-Цветау
Гростребен-Цветау (нем. Großtreben-Zwethau) — бывшая община (коммуна) в Германии, в земле Саксония. Подчинялась административному округу Лейпциг. Входила в состав района Северная Саксония. Подчинялась управлению Байльроде. Население составляло 2050 человек (на 31 декабря 2006 года). Занимала площадь 56,49 км². Официальный код — 14 3 89 130.
1 января 2011 года вошла в состав общины Байльроде.
Коммуна подразделялась на 9 сельских округов: Гростребен, Дауцщен, Дёлен, Крайсшау, Ласт, Нойблезерн, Ойленау, Розенфельд, Цветхау.